# William Wallace
(Motto del Clan Wallace)
Sir William Wallace, in scozzese medievale: Uilliam Uallas; scozzese moderno: Uilleam Uallas; latino: Guillelmus le Walois de Scotia miles (Elderslie, 1270 – Smithfield, 23 agosto 1305), è stato un condottiero e patriota scozzese che guidò i suoi connazionali alla ribellione contro l'occupazione della Scozia da parte degli Inglesi; nel quadro delle Guerre d'indipendenza scozzesi, Wallace combatté anche contro re Edoardo I d'Inghilterra. È considerato l'eroe nazionale scozzese.
La visione popolare consolidata spesso descrive Wallace come una "persona del popolo", in contrasto con il connazionale Roberto di Scozia, che era di nobile lignaggio. Tuttavia, in seguito alle eroiche imprese conseguite, Wallace divenne ben presto simbolo della libertà tanto agognata dal popolo scozzese.

## Biografia

### Contesto storico
Dopo la morte di Margherita di Scozia, John Balliol vantava un diritto al trono scozzese. Comunque, venne ritenuto necessario che un arbitro indipendente venisse invitato in Scozia, così che nessuna accusa di parzialità potesse venirgli mossa. Con un gesto folle, gli scozzesi invitarono Edoardo I d'Inghilterra a decidere della successione al trono scozzese. Invece di giungere come arbitro indipendente, egli si presentò al confine anglo-scozzese con una grossa armata e annunciò di essere un capo supremo, venuto a risolvere una disputa in uno stato vassallo, costringendo ogni re potenziale a rendergli omaggio. Dopo aver ascoltato tutte le pretese, Edoardo scelse John Balliol, come re di quello che descriveva come lo stato vassallo di Scozia.
Nel marzo del 1296, Balliol rinunciò a rendere omaggio a Edoardo, e per la fine del mese Edoardo invase la Scozia, prendendo d'assalto Berwick-upon-Tweed, saccheggiando le città di confine e spargendo molto sangue. In aprile, sconfisse gli scozzesi nella battaglia di Dunbar nel Lothian, ed entro luglio aveva costretto Balliol ad abdicare al castello di Kincardine. Edoardo si recò a Berwick in agosto per ricevere formale omaggio da circa 2.000 capi scozzesi, avendo precedentemente rimosso la Pietra del destino dal Palazzo di Scone, reggia dei re scozzesi. La Scozia veniva a trovarsi sotto l'effettivo dominio inglese.

### Infanzia
La famiglia di Wallace discendeva da Richard Wallace (Richard il Gallese), un possidente terriero che visse sotto i primi membri della famiglia Stuart, poi famiglia reale a pieno titolo. Wallace nacque a Elderslie, nel Renfrewshire (vicino a Kilmarnock, Ayrshire) attorno al 1270, il che lo rendeva ancor giovane negli anni di maggior splendore personale, tra il 1297 e il 1305. Esistono poche fonti di informazione contemporanee sulla gioventù di Wallace, e si pone molto affidamento sul resoconto di Harry il Cieco, scritto attorno al 1470, circa due secoli dopo la nascita di Wallace. Egli ci dice che nacque nell'Ayrshire, suo padre era Sir Malcolm Wallace di Riccarton, e che aveva due fratelli, Malcolm e John. Il nome del padre di William, secondo una lettera datata 1297, potrebbe essere anche Alan.
William ricevette la sua educazione da due zii che erano sacerdoti, e quindi godette di una cultura superiore alla media dell'epoca, conoscendo sia il francese che il latino. Harry il Cieco non fa menzione del fatto che abbia mai lasciato la nazione, o che avesse avuto alcuna esperienza militare prima del 1297. Una registrazione dell'agosto 1296 fa semplicemente riferimento a un ladro, un William le Waleys, a Perth. Secondo alcuni storici, come Andrew Fisher, Wallace avrebbe avuto qualche esperienza militare, probabilmente come soldato mercenario. Walter Bower afferma che Wallace era un uomo alto, con il corpo di un gigante, forti braccia e gambe. Secondo Harry il Cieco, Wallace era alto due metri.

### Le prime imprese di Wallace

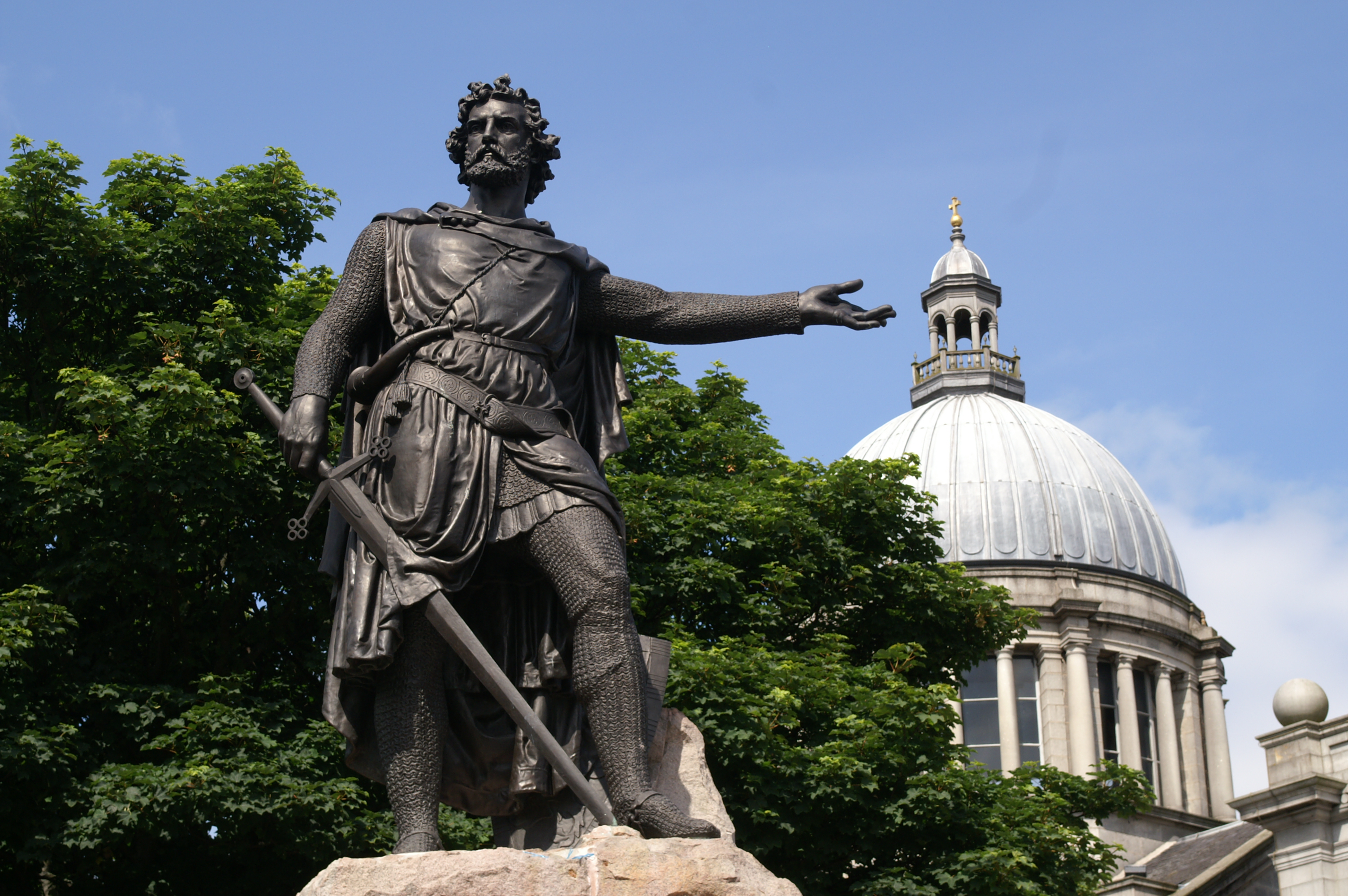
Una statua che raffigura William Wallace ad Aberdeen, Scozia

L'anno successivo, il 1297, segnò l'inizio dell'ascesa di Wallace. Secondo una leggenda locale dell'Ayrshire, Wallace fu fermato da due soldati inglesi per dei pesci che aveva pescato. La discussione si trasformò rapidamente in una rissa, durante la quale Wallace uccise i soldati. Poco dopo, venne emesso un mandato di arresto nei suoi confronti. Sebbene questa storia possa essere vera o falsa, è evidente che Wallace nutriva da tempo un profondo odio per gli inglesi, in parte a causa della morte del padre per mano loro nel 1291. Wallace vendicò ulteriormente la perdita del padre ottenendo vittorie nelle battaglie di Loudoun Hill (vicino a Darvel, nell'Ayrshire) e di Ayr.
A maggio combatté assieme a Sir William Douglas, a Scone, mettendo in fuga l'amministratore giudiziario inglese. I sostenitori della sempre più popolare rivolta soffrirono un duro colpo quando a luglio i nobili scozzesi scesero a patti con l'Inghilterra, a Irvine, e in agosto Wallace lasciò la sua base nella Foresta di Selkirk per unirsi all'esercito di Andrew de Moray, a Stirling. Moray aveva dato il via a un'altra sollevazione, e a Stirling le loro forze congiunte si prepararono a incontrare gli inglesi in battaglia.

### La battaglia di Stirling Bridge
L'11 settembre 1297 vide una decisiva vittoria per Wallace e gli scozzesi a Stirling Bridge. Nonostante fossero in ampia inferiorità numerica, le forze scozzesi guidate da Andrew de Moray (un importante nobile, in quanto primogenito), e con Wallace come capitano, misero in rotta l'esercito inglese. L'esercito di professionisti del Conte del Surrey, forte di tremila cavalieri e 10.000 fanti, andò incontro al disastro quando attraversò il fiume da nord. Il ponte era troppo stretto perché molti soldati potessero attraversarlo assieme (probabilmente non più di tre uomini affiancati), così mentre gli inglesi attraversavano, gli scozzesi li attesero e li uccisero man mano che passavano.
I soldati inglesi iniziarono a ritirarsi mentre i loro compagni dalle retrovie spingevano in avanti, e sotto un peso eccessivo, il ponte crollò, facendone affogare molti. All'insaputa dell'esercito inglese caduto nel panico, parte delle forze scozzesi aveva guadato il fiume più a monte. Con l'esercito inglese diviso sulle due rive del fiume, le due forze scozzesi pressarono le due metà dell'esercito inglese verso il fiume. Fu una vittoria schiacciante e un'enorme iniezione di fiducia per l'esercito scozzese. Hugh Cressingham, il tesoriere di Edoardo in Scozia, venne ucciso nel corso della battaglia. Successivamente alla vittoria, Wallace venne nominato cavaliere e Guardiano di Scozia il 13 marzo 1298. Sfortunatamente, de Moray venne ferito gravemente in battaglia e morì tre mesi dopo. La loro alleanza si era rivelata di successo, ma ora Wallace era da solo e con difficoltà ancor più grandi da affrontare.

### La battaglia di Falkirk
Un anno dopo, comunque, la situazione si rovesciò. Il 15 giugno 1298 gli inglesi avevano invaso la Scozia a Roxburgh. Saccheggiarono il Lothian e riconquistarono alcuni castelli, ma non riuscirono a far scendere in campo Wallace. Gli scozzesi avevano adottato una strategia di terra bruciata e gli errori commessi dagli addetti ai rifornimenti lasciarono gli inglesi con scarso cibo e morale basso, ma la ricerca di Wallace da parte di Edoardo si sarebbe conclusa a Falkirk.
Wallace aveva posizionato i suoi lancieri in quattro schiltron, delle formazioni circolari a riccio, circondate da un muro difensivo di pali di legno. Gli inglesi ottennero un vantaggio attaccando per primi con la cavalleria, e seminando la morte tra gli arcieri scozzesi disposti fuori delle formazioni difensive. I cavalieri scozzesi fuggirono e gli uomini di Edoardo iniziarono ad attaccare gli schiltron. Non è chiaro se il fattore decisivo fu il lancio di frecce e pietre da parte della fanteria, o un attacco portato dalla cavalleria.
Ad ogni modo, si aprirono presto dei varchi negli schiltron e gli inglesi li sfruttarono per annientare le ultime resistenze. Gli scozzesi persero molti uomini, ma Wallace riuscì a sfuggire, anche se il suo orgoglio e la reputazione militare ne vennero gravemente danneggiati. Alla fine di settembre del 1298 Wallace aveva deciso di cedere il titolo di Guardiano a Robert Bruce, conte di Carrick, e a John Comyn di Badenoch, il fratellastro dell'ex sovrano John Balliol. Bruce si riconciliò con Edoardo nel 1302, mentre Wallace respinse questa decisione di fare la pace. Egli trascorse un po' di tempo in Francia, in una presunta missione diplomatica.

### Cattura ed esecuzione di Wallace
Sir William riuscì a sfuggire agli inglesi fino al maggio 1305, quando Sir John de Menteith, un cavaliere scozzese leale a Edoardo I d'Inghilterra, lo catturò nei pressi di Glasgow. Dopo un processo sommario, le autorità inglesi lo giustiziarono atrocemente il 23 agosto 1305, a Smithfield (Londra), nella maniera tradizionale riservata ai traditori: egli venne impiccato e quindi squartato. La sua testa venne infilzata su un palo e posta sul London Bridge. Il governo inglese espose le sue membra, come si usava allora per i condannati a morte, nelle città principali: Londra, Newcastle, Berwick, Edimburgo e Perth.

## Storiografia di Wallace
Sebbene ci siano problemi con la scrittura di una biografia attendibile di molti personaggi medievali, i problemi con quella di Wallace sono maggiori. Non si sa molto di lui al di là della sua campagna militare del 1297-1298 e delle ultime settimane della sua vita nel 1305. Negli ultimi anni anche il suo luogo di nascita e il nome di suo padre sono stati contestati.
Per aggravare la cosa, i successivi resoconti "biografici", a volte scritti per propaganda, altre volte semplicemente per intrattenimento, hanno offuscato la possibilità di una biografia storicamente credibile fino a tempi relativamente recenti. Alcuni racconti hanno copiato acriticamente elementi del poema epico, The Acts and Deeds di Sir William Wallace, Knight of Elderslie, scritto intorno al 1470 da Blind Harry il menestrello. Harry prese spunto dalla tradizione orale, descrivendo eventi di 170 anni prima, e non è un descrittore autorevole delle imprese di Wallace. Gran parte del poema è chiaramente in disaccordo con i fatti storici noti e le registrazioni del periodo. Molti elementi attribuiti al condottiero furono creati ispirandosi a motivi cavallereschi tradizionali, spesso prendendo in prestito gesta di altri famosi eroi.
Il romanticismo in Scozia si impadronì di Wallace dopo che Robert Burns scrisse nel 1793 la ballata 'Scots Wha Hae' e i nazionalisti scozzesi lo commemorarono nel Wallace Monument dedicato nel 1869.

## Monumenti

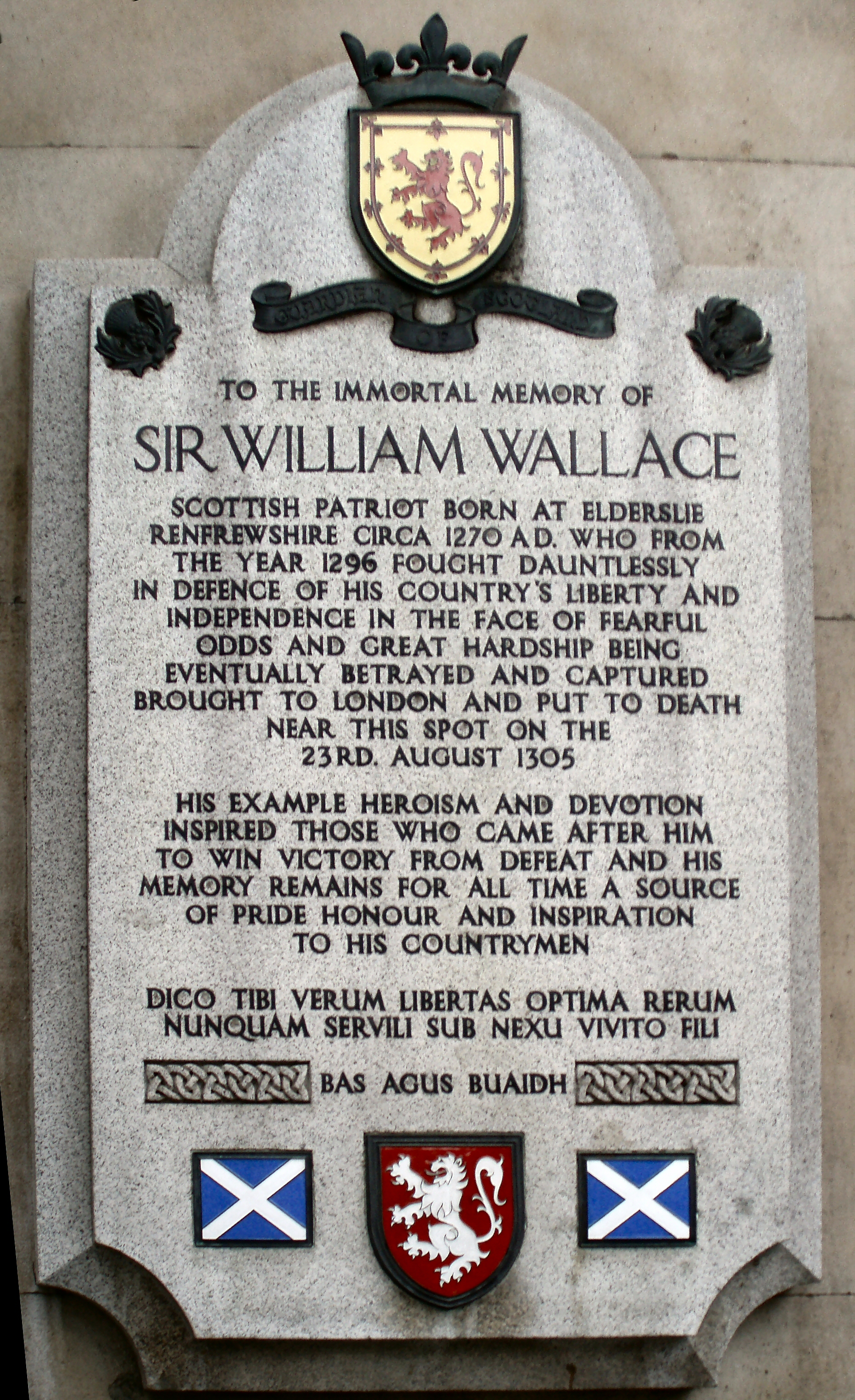
Una lapide commemorativa di William Wallace

- Una lapide commemorativa è stata eretta a Lazzate (MB) nella scuola elementare Alessandro Volta[10]; un'altra si trova su un muro del St Bartholomew's Hospital vicino al luogo dell'esecuzione di Wallace, a Smithfield, dove spesso vengono deposti dei fiori.
- Un monumento, completato nel 1857, è stato eretto a Craigie, nell'Ayrshire Meridionale.
- Una torre, il National Wallace Monument, dedicato a Wallace e terminato nel 1869, e una statua, che reca la scritta Freedom ("libertà"), inaugurata nel 1997 e ispirata al film Braveheart - Cuore impavido, si trovano a Stirling, in Scozia; altre statue presenti in questo paese che lo raffigurano si trovano a Aberdeen (1888), Bemersyde (1814) e nel Castello di Edimburgo.

## Cultura di massa

### Cinema e intrattenimento
- Il film del 1995 Braveheart - Cuore impavido di Mel Gibson, vincitore di ben cinque premi Oscar, tra i quali quello come miglior film, offre un racconto molto romanzato della vita di William Wallace, interpretato dallo stesso Gibson. Il film termina con la frase:

- La battaglia di Bannockburn è ricordata nella canzone Flower of Scotland ("[...] they stood against him, proud Edward's army, and sent him homeward, to think again [...]"), cantata nelle manifestazioni sportive scozzesi come inno nazionale non ufficiale.
- Nel videogioco Age of Empires II viene ripercorsa tutta la campagna dell'eroe scozzese, con missione finale proprio la battaglia di Falkirk.
- Nel videogioco Medieval: Total War viene citato William Wallace ed è possibile combattere la battaglia di Stirling Bridge.
- Nell'espansione Britania del videogioco Medieval II: Total War è possibile giocare con William Wallace contro la fazione Inglese e/o Norvegese.
- Nel videogioco European Empire 5 è possibile ripercorrere l'intera campagna militare di Wallace, avendo anche la possibilità di terminarla a favore dei ribelli Scozzesi.
- Le vicende legate a Wallace sono citate in varie scene del film Outlaw King - Il re fuorilegge di David Mackenzie, che narra invece le gesta di Robert Bruce (divenuto poi re degli scozzesi).

### Musica
- Il gruppo metal Grave Digger ha dedicato un intero disco alle vicende di Wallace e dei suoi compatrioti intitolato Tunes of War.
- Il gruppo metal Iron Maiden dedicò alle imprese di Wallace e dei suoi compatrioti la canzone The Clansman, contenuta nell'album del 1998 Virtual XI, nel cui ritornello è ripetuta più volte l'ultima parola pronunciata dall'eroe nel film di Mel Gibson: "Freedom!" (ossia "Libertà!").
- Il gruppo metal Sabaton menziona Wallace nella canzone Blood of Bannockburn, contenuta nell'album del 2016 The Last Stand.